# Análisis cuali-cuantitativo comparado
El análisis cuali-cuantitativo comparado (ACCC) es un método establecido para estudiar de manera científica una muestra reducida de objetos de investigación.
En contra del análisis cuantitativo (que utilizan, por ejemplo, los programas informáticos SPSS o SAS) que se basa en un número significativamente elevado de casos, y del análisis cualitativo que utiliza una muestra reducida pero sin modelización ni sistematización, el ACCC moviliza a la vez un número reducido de casos de estudio utilizando al mismo tiempo un programa informático de formalización.
Se selecciona, por uso de un método cualitativo de observación y de comprensión de los casos seleccionados, las variables resultado y condiciones, luego recurriendo al programa informático QCA, el ACCC permite analizar cuantitativamente un número reducido de casos.

## Historia
Método de investigación desarrollado desde el final de los años 1980, principalmente en ciencia política (sobre todo en política comparada y en el análisis de políticas públicas), pero también en sociología y más escasamente en economía, gestión y criminología. Se impuso en Norteamérica y se emplea, en particular, en la Universidad Libre de Bruselas, en la Universidad Católica de Lovaina y en la Universidad de Salamanca en Europa.

## Resumen de la técnica
En el caso de las variables categóricas, QCA comienza enumerando y contando todos los tipos de casos que ocurren, donde cada tipo de caso se define por su combinación única de valores de sus variables independientes y dependientes. Por ejemplo, si hubiera cuatro variables categóricas de interés, {A, B, C, D}, y A y B fueran dicotómicas (podrían tomar dos valores), C podría tomar cinco valores y D podría tome tres, entonces habría 60 posibles tipos de observaciones determinadas por las posibles combinaciones de variables, no todas las cuales necesariamente ocurrirían en la vida real. Al contar el número de observaciones que existen para cada una de las 60 combinaciones únicas de variables, QCA puede determinar qué inferencias descriptivas o implicaciones son respaldadas empíricamente por un conjunto de datos. Por lo tanto, la entrada a QCA es un conjunto de datos de cualquier tamaño, desde pequeño-N a grande-N, y la salida de QCA es un conjunto de inferencias descriptivas o implicaciones que admiten los datos.
En el siguiente paso de QCA, la lógica inferencial o el álgebra booleana se usa para simplificar o reducir el número de inferencias al conjunto mínimo de inferencias admitidas por los datos. Este conjunto reducido de inferencias se denomina "implicados principales" por los adherentes al QCA. Por ejemplo, si la presencia de las condiciones A y B siempre se asocia con la presencia de un valor particular de D, independientemente del valor observado de C, entonces el valor que toma C es irrelevante. Por lo tanto, las cinco inferencias que involucran A y B y cualquiera de los cinco valores de C pueden reemplazarse por la inferencia descriptiva única "(A y B) implica el valor particular de D". Para establecer que las implicaciones principales o las inferencias descriptivas derivadas de los datos por el método QCA son causales, se requiere establecer la existencia de un mecanismo causal utilizando otro método, como el rastreo del proceso, la lógica formal, las variables intervinientes o el conocimiento multidisciplinario establecido. El método se utiliza en ciencias sociales y se basa en la lógica  binary de Álgebra booleana e intenta garantizar que se tengan en cuenta todas las combinaciones posibles de variables que se pueden realizar en los casos investigados.

## Motivación
La técnica de enumerar los tipos de casos por combinaciones de variables potenciales ayuda a la selección de casos al hacer que los investigadores conozcan todos los tipos de casos posibles que tendrían que investigarse, como mínimo, si existen, para probar una determinada hipótesis o derivar nuevas inferencias. de un conjunto de datos existente. En situaciones en las que las observaciones disponibles constituyen la población total de casos, este método alivia el pequeño problema de N al permitir extraer inferencias al evaluar y comparar el número de casos que exhiben cada combinación de variables. El pequeño problema de N surge cuando el número de unidades de análisis (por ejemplo, países) disponibles es inherentemente limitado. Por ejemplo: un estudio en el que los países son la unidad de análisis es limitado porque solo hay un número limitado de países en el mundo (menos de 200), menos de lo necesario para algunas técnicas estadísticas (probabilísticas). Al maximizar el número de comparaciones que se pueden hacer en los casos investigados, las inferencias causales son posibles según Ragin. Esta técnica permite la identificación de múltiples vías causales y efectos de interacción que pueden no ser detectables a través de análisis estadístico que generalmente requiere que su conjunto de datos se ajuste a un modelo. Por lo tanto, es el primer paso para identificar subconjuntos de un conjunto de datos conforme a una ruta causal particular basada en las combinaciones de covariables antes de los análisis estadísticos cuantitativos que prueban la conformidad con un modelo; y ayuda a los investigadores cualitativos a limitar correctamente el alcance de los hallazgos alegados al tipo de observaciones que analizan.

## Crítica
Como esta es una técnica lógica (determinista) y no estadística (probabilística), con QCA de "conjunto nítido" (csQCA), la aplicación original de QCA, las variables solo pueden tener dos valores, lo cual es problemático ya que El investigador tiene que determinar los valores de cada variable. Por ejemplo: el PIB per cápita debe ser dividido por el investigador en dos categorías (por ejemplo, bajo = 0 y alto = 1). Pero como esta variable es esencialmente una variable continua, la división siempre será arbitraria. Un segundo problema relacionado es que la técnica no permite una evaluación del efecto de las fuerzas relativas de las variables independientes (ya que solo pueden tener dos valores). Ragin, y otros académicos como Lasse Cronqvist, ha tratado de lidiar con estos problemas mediante el desarrollo de nuevas herramientas que extienden QCA, como QCA multivalor (mvQCA) y QCA de conjunto difuso (fsQCA). Nota: QCA de valores múltiples es simplemente QCA aplicado a observaciones que tienen variables categóricas con más de dos valores. Crisp-Set QCA puede considerarse un caso especial de QCA de valores múltiples.
Los metodólogos estadísticos han argumentado que las fuertes suposiciones de QCA hacen que sus hallazgos sean frágiles y propensos a error tipo I. Simon Hug argumenta que las hipótesis deterministas y las medidas libres de errores son extremadamente raras en las ciencias sociales y usa simulaciones de Monte Carlo para demostrar la fragilidad de los resultados de QCA si se viola cualquiera de los supuestos. Chris Krogslund, Donghyun Danny Choi y Mathias Poertner demuestran más que los resultados de QCA son muy sensibles a los pequeños cambios paramétricos y de susceptibilidad del modelo y son vulnerables al error tipo I. Bear F. Braumoeller explora más a fondo la vulnerabilidad de la familia de técnicas QCA tanto para el error tipo I como para la inferencia múltiple. Braumoeller también ofrece una prueba formal de hipótesis nula y demuestra que incluso los hallazgos de QCA muy convincentes pueden sea el resultado de la casualidad.

## Respuesta a las críticas
El QCA se puede realizar de forma probabilística o determinista con observaciones de variables categóricas. Por ejemplo, la existencia de una inferencia o implicación descriptiva está respaldada determinísticamente por la ausencia de cualquier caso de contraejemplo a la inferencia; es decir, si un investigador afirma que la condición X implica la condición Y, entonces, determinísticamente, no debe existir ningún caso de contraejemplo que tenga la condición X, pero no la condición Y. Sin embargo, si el investigador quiere afirmar que la condición X es un "predictor" probabilístico de la condición Y, en otro conjunto similar de casos, entonces la proporción de casos de contraejemplo a una inferencia a la proporción de casos que tienen la misma combinación de condiciones se puede establecer en un valor umbral de, por ejemplo, 80% o más. Para cada implicante principal que QCA genera a través de su proceso de reducción de inferencia lógica, la "cobertura" - porcentaje de todas las observaciones que exhiben esa implicación o inferencia - y la "consistencia" - el porcentaje de observaciones que se ajustan a esa combinación de variables que tienen ese particular valor de la variable dependiente o resultado: se calculan e informan, y se pueden usar como indicadores de la fuerza de una inferencia probabilística exploratoria. En los procesos sociales complejos de la vida real, QCA permite la identificación de múltiples conjuntos de condiciones que están asociadas de manera consistente con un valor de salida particular para explorar predictores causales.
El conjunto difuso QCA tiene como objetivo manejar variables, como el PIB per cápita, donde el número de categorías, valores decimales de unidades monetarias, se vuelve demasiado grande para usar mvQCA, o en casos de incertidumbre o ambigüedad o error de medición en la clasificación de un caso. para ser reconocido.